# فانوز
فانوز (بالفرنسية: Vannoz)‏ هي بلدية فرنسية تقع في إقليم جورا في منطقة بورغوني-فرانش كومته في Canton of Champagnole. يقدر عدد سكانها بـ 218 نسمة ومساحتها 5,75 كم2.